# Пец, Роман Васильевич
Роман Васильевич Пец (укр. Роман Васильович Пець; род. 21 июня 1969, Харьков) — советский и украинский футболист, защитник. Чемпион Израиля в сезоне 1993/94 и обладатель Кубка Израиля 1995 года в составе «Маккаби» (Хайфа), финалист Кубка Украины 1992 года в составе клуба «Металлист».

## Игровая карьера
Роман Пец, уроженец Харькова, начал занятия футболом в 1977 году в школьном клубе «Алмаз». Его первым тренером стал Владимир Виноградов. В 15 лет поступил в Харьковское училище физической культуры 1 (где в одной группе с ним занимался Андрей Канчельскис). Первоначально из него рассчитывали сделать нападающего, но на этой позиции его успехи не были впечатляющими, и его перевели в защиту. После окончания училища в 1986 году был включён в состав местного клуба «Маяк», выступавшего во второй лиге чемпионата СССР. После первого сезона был призван в армию, по ходу службы некоторое время выступал за любительский клуб СКА (Чита). По окончании службы вернулся в «Маяк», а в 1989 году был приглашён Леонидом Ткаченко в выступающий в высшем дивизионе чемпионата СССР «Металлист».
В первый сезон в «Металлисте» Пец в основном выступал за дублёров, но уже с 1990 года постоянно входил в основной состав. В 1992 году он дошёл с «Металлистом» до финала Кубка Украины, где харьковчане проиграли с минимальным счётом одесскому «Черноморцу».
В 1993 году, по окончании второго чемпионата Украины, Пеца и Сергея Кандаурова приобрёл у «Металлиста» израильский клуб «Маккаби» (Хайфа), где уже играл ещё один украинец Иван Гецко. Втроём украинские легионеры, по воспоминаниям самого Пеца, «закрывали» ключевые позиции в центре обороны, полузащиты и нападения. Несмотря на то, что Пец не был скоростным игроком, он играл умно, предугадывая действия соперников и оказываясь в нужное время в нужном месте. В свой первый сезон с «Маккаби» Пец стал чемпионом Израиля, сыграв ключевую роль в успехе команды. Кроме того, с израильским клубом он принял участие в розыгрыше Кубка обладателей кубков и обыграл с ним московский «Торпедо», забив второй из трёх голов в ворота российского клуба в домашнем матче. После этого «Маккаби» встречался с итальянской «Пармой» и при участии Пеца одержал победу в гостях, проиграв только в серии пенальти. В конце сезона в матче с тель-авивским «Маккаби» игрок соперников Меир Мелика сломал Роману ногу (сам Пец считал, что это было сделано умышленно), и вернулся в строй он только через полгода. Тем не менее за остаток сезона 1994/95 годов он успел стать с командой обладателем Кубка Израиля. После двух с половиной сезонов в Хайфе его одолжили в холонский «Цафририм», где он играл до 1997 года.
Вернувшись в 1997 году на Украину, Пец провёл год в «Черноморце», куда его пригласил бывший игрок «Металлиста», а в то время тренер одесситов Леонид Буряк. Удачно проведя осеннюю часть сезона, команда заканчивала его с тяжёлыми финансовыми проблемами и без тренера, выбыв по его итогам из высшей украинской лиги. Однако к этому моменту в высшую лигу вернулся «Металлист», откуда Пецу поступило новое предложение. В «Металлисте» он оставался после этого до самого конца игровой карьеры в 2004 году, сыграв за это время больше ста матчей за этот клуб и забив шесть мячей, в том числе два в день своего 30-летия в ворота львовских «Карпат».

## Тренерская карьера
По окончании активных выступлений в 2004 году Пец стал спортивным директором СДЮШОР «Металлиста». Уже в том же году он получил предложение от Геннадия Литовченко присоединиться к тренерскому составу нового клуба «Харьков» и, приняв это предложение, четыре сезона тренировал молодёжный состав команды. С 2008 года он возглавил футбольную школу харьковского клуба «Арсенал».